# Kommunikation (Informationstheorie)
Der Begriff der Kommunikation ist in der Informationstheorie durch das Sender-Empfänger-Modell geprägt: Informationen werden in Zeichen kodiert und dann von einem Sender über einen Übertragungskanal an einen Empfänger übertragen. Dabei ist es wichtig, dass Sender und Empfänger dieselbe Kodierung verwenden, damit der Empfänger die Nachricht versteht. Die Informationstheorie geht aber über das (syntaktische) Sender-Empfänger-Modell hinaus: die Bedeutung und der Informationsgehalt sind immer von dem semantischen Kontext einer Übertragung abhängig.
In der Informationstheorie kann der Informationsgehalt einer Nachricht genau beziffert werden und wird mit der dimensionslosen Einheit Shannon gemessen. Dabei ist entscheidend, wie viele Signale (Bits) minimal zur Kodierung eines Zeichens benötigt werden. Des Weiteren ist es möglich, dass die Signale während der Übertragung durch Störungen verfälscht werden. Die Informationstheorie bietet Werkzeuge, mit denen berechnet werden kann, wie viel Redundanz eine Nachricht beinhalten muss, um ein gegebenes Maß an Störungen auszugleichen.